# Fritz Harnest
Fritz Harnest, né le 16 août 1905 à Munich, en Bavière et mort le 28 février 1999 à Traunstein, près de son lieu de résidence dans la région du lac de Chiemsee, est un peintre moderne et Graveur allemand.

## Biographie
Fritz Harnest a commencé ses études à l'âge de seize ans[réf. nécessaire]. De 1921 à 1929, il étudiait la peinture à l' Académie des beaux-arts de Munich. De 1930 à 1931, il fit des voyages avec son ami, le peintre allemand Otto Baumann, en France, en Normandie et à Paris.
Influencé par l'expressionnisme de Emil Nolde, il s'orientait vers l'abstraction après la guerre mondiale.
Dès le début de la prise de contrôle par le national-socialiste, il se retirait. De 1940 à 1945, Harnest pourrait travailler comme interprète dans le camp de prisonniers de Moosburg. En 1946, il participait aux premières foires d'après-guerre "Bavarian Art of Today" à Munich et à Bâle. Harnest se tournait totalement vers le travail graphique avec des gravures sur bois et des abstractions. Ses graphiques ont été exposées à cette époque en Suisse, en Italie, en Hollande, en Autriche, dans toutes les régions d'Allemagne et en Ohio. 1959 commencait une amitié avec Rupprecht Geiger. La même année, il participait à la documenta 2 à Cassel.

## art dans l'espace public
- Fenêtre colorée dans l'escalier de l'Université technique de Munich[3].
- Céramique sur les murs (Harnest-Bampi) cage d'escalier dans le "bureau des impôts Säckingen"[4].

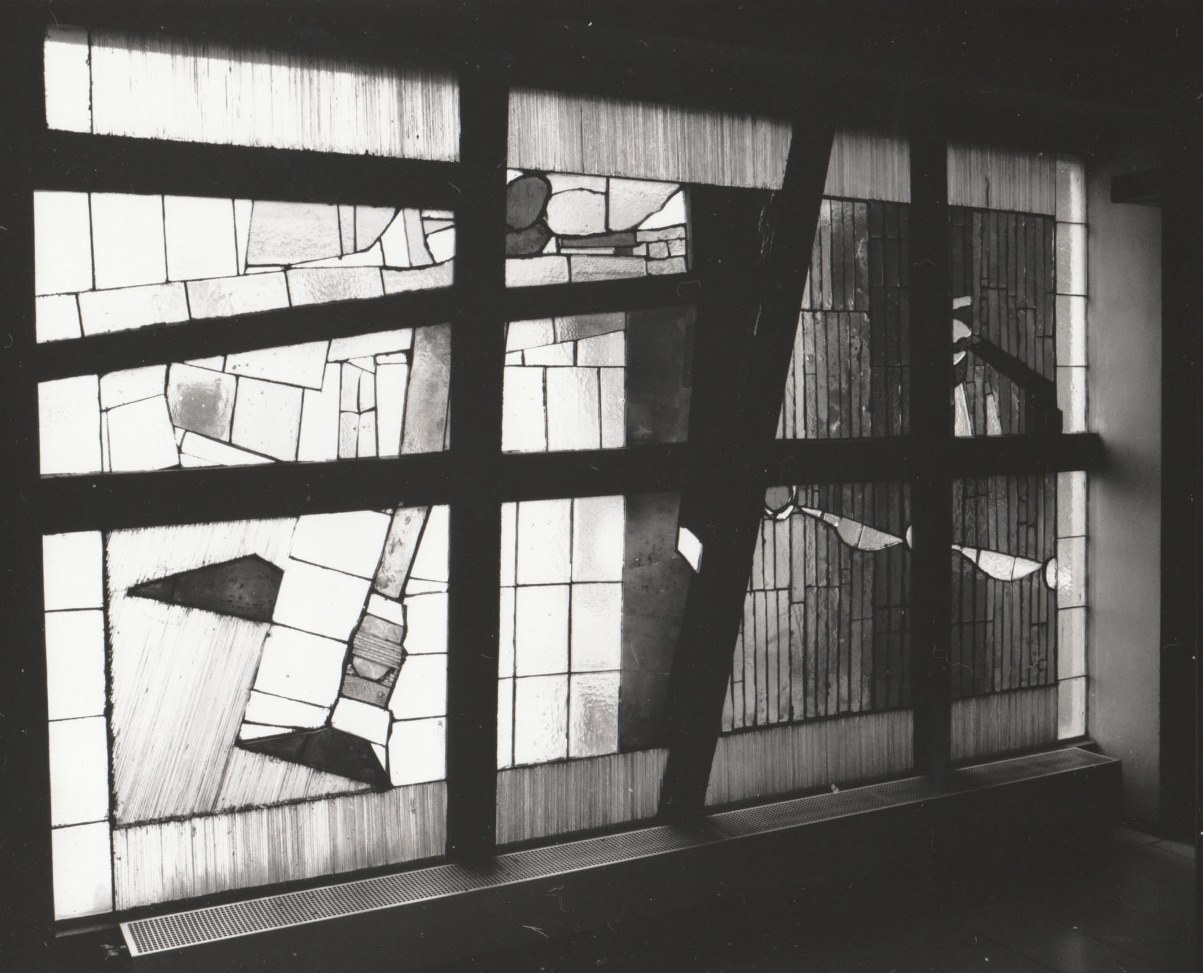
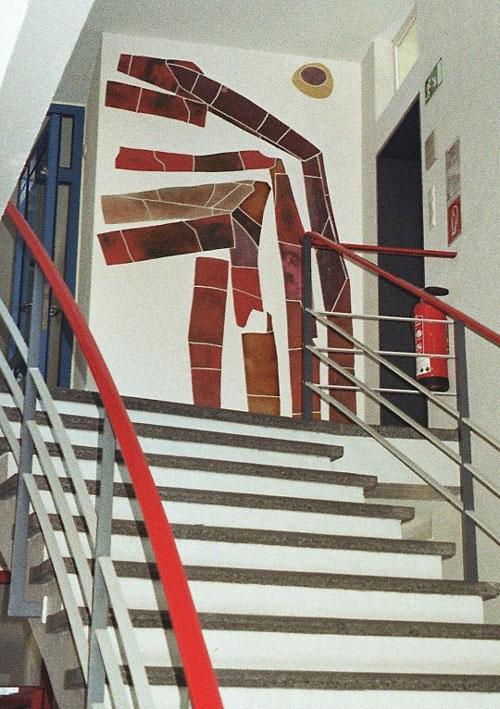

## Honneurs
- 1961: 2e prix au „II. Internationalen Triennale Grenchen“  pour les graphiques originaux en couleur, Suisse
- 1969: médaille d'honneur au “Triennale Internazionale della Xilographia Contemporanea Capri”, Italie
- 1996: Croix fédérale du mérite de la République fédérale d'Allemagne